# Laurine Lecavelier
Laurine Lecavelier, née le 26 avril 1996 à Enghien-les-Bains en  Île-de-France, est une patineuse artistique française qui est championne de France élite 2017.

## Biographie

### Carrière sportive
Laurine Lecavelier est montée cinq fois sur le podium des championnats de France élite dont une fois sur la plus haute marche lors de l'édition 2017 à Caen.
Sur le plan international, elle a représenté la France une fois aux championnats du monde junior en février/mars 2013 à Milan, quatre fois aux Championnats du monde senior et six fois aux championnats d'Europe où elle a terminé cinquième en 2017 et 2019.
Le 2 janvier 2020, le site internet lequipe.fr annonce que Laurine Lecavelier a été contrôlée positive à la cocaïne. Information que confirme également le quotidien LeParisien le 3 janvier, en expliquant comment s’est déroulé le contrôle, puis par FranceTélévision qui relève le lieu du contrôle et la compétition remportée à laquelle elle participait. La Championne risque jusqu’à 4 ans de suspension, en fonction de la date à laquelle elle aura pris la substance interdite (en période d’entraînement ou non).

### Vie privée
Laurine Lecavelier épouse le danseur sur glace Fabian Bourzat, le 27 mai 2023.

## Palmarès
| Compétition/Saison                                                                                 | 2010    | 2011    | 2012    | 2013    | 2014    | 2015    | 2016    | 2017    | 2018    | 2019    | 2020    |  |  |  |
| Jeux olympiques d'hiver                                                                            |         |         |         |         |         |         |         |         |         |         |         |  |  |  |
| Championnats du monde                                                                              |         |         |         |         |         |         | 31e     | 18e     | 14e     | 15e     | CA      |  |  |  |
| Championnats d'Europe                                                                              |         |         |         |         | 13e     | 10e     | 10e     | 5e      | 11e     | 5e      |         |  |  |  |
| Championnats de France                                                                             | 10e     | 12e     | 6e      | 3e      | 2e      | 2e      | 2e      | 1re     | 2e      | 2e      | F       |  |  |  |
| Championnats du monde juniors                                                                      |         |         |         | 13e     |         |         |         |         |         |         |         |  |  |  |
| |         |         |         |         |         |         |         |         |         |         |         |  |  |  |
| Grand Prix ISU                                                                                     | 2009/10 | 2010/11 | 2011/12 | 2012/13 | 2013/14 | 2014/15 | 2015/16 | 2016/17 | 2017/18 | 2018/19 | 2019/20 |  |  |  |
| Skate America                                                                                      |         |         |         |         |         |         |         |         |         | 5e      |         |  |  |  |
| Skate Canada                                                                                       |         |         |         |         |         |         |         |         | 8e      |         |         |  |  |  |
| Trophée de France                                                                                  |         |         |         |         |         | 11e     | 12e     | 6e      | 11e     | 9e      | F       |  |  |  |
| Coupe de Russie                                                                                    |         |         |         |         |         |         |         |         |         |         | F       |  |  |  |
| Légende : F = Forfait ; CA = Championnats du monde 2020 annulés à cause de la pandémie de Covid-19 |         |         |         |         |         |         |         |         |         |         |         |  |  |  |